# Jerk Schuitema
Jurrien Erik (Jerk) Torbjörn Schuitema, född 11 mars 1963 i Älvkarleby, är en svensk författare, manusförfattare och filmproducent. 
Schuitema är uppvuxen i Gällivare. Under en tid arbetade han som dykare i barriärrevet, men i början av 1990-talet började han arbeta med film. 2010 romandebuterade han med Fjälldesperadon, som handlar om jakten på Torbjørn Hansen.